# Ritournelle
Pour les articles homonymes, voir Ritournelle (homonymie).

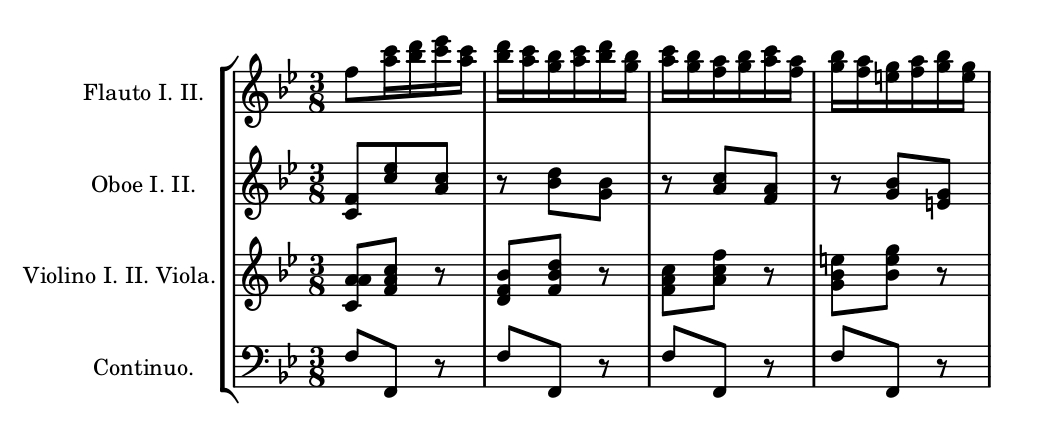
Ritournelle

Une ritournelle est un refrain qui reprend la même mélodie et les mêmes paroles dans certains madrigaux. Le madrigal est une forme ancienne de musique vocale qui s'est développée en Italie au cours du trecento. Au XVIIe siècle, c'est une courte composition instrumentale : elle est synonyme de prélude. Lorsque celle-ci introduit une mélodie ou une aria et relie deux passages vocaux, on peut la nommer interlude. Lorsqu'elle conclut le morceau, on la nomme postlude.

## Historique de la ritournelle
La ritournelle écrite apparaît avec les premiers essais de chant monodique. On en trouve la description, mais elle est alors laissée à l'arbitraire de l'instrumentiste. Giulio Caccini et Jacopo Peri ont composé des petites ritournelles de quelques mesures, leurs dispositions instrumentales ne sont pas fixées et séparent les strophes. Bien que la ritournelle signale une répétition, une petite suite de mesures exécutées par l'orchestre ou l'instrument d'accompagnement, avant, entre et après les strophes d'une poésie chantée, ce mot a été utilisé aussi dans le sens de prélude, pour désigner, une brève introduction instrumentale. On le trouve, dans L'Orfeo de 1607, où il sert même de titre de « ritournelle » à un morceau en trois mouvements, courte ouverture. L'avertissement des Scherzi musicali, de Monteverdi (1607), signale qu'avant d'interpréter chaque pièce on jouera 2 fois la ritournelle, et qu'à la fin de chaque passage, la ritournelle sera jouée par 2 viola da braccio avec à la basse le chitarrone ou le clavecin. Les ritournelles portent le nom de prélude dans les opéras français du XVIIe et du XVIIIe siècles. En général, aucune espèce de ritournelle ne précède, en quelque recueil que ce soit, les airs de cour du début du XVIIe siècle (Quittard). 
Une ritournelle publicitaire (chanson publicitaire, refrain publicitaire, sonal ou jingle) est une mélodie courte et très accrocheuse servant en général d'annonce musicale, généralement associée à un slogan, accompagnant une publicité, ou à une marque. 
Au sens figuré, une ritournelle est un schéma habituel, un standard, un tube, un certain usage de la répétition simplifiée. La ritournelle désigne alors :
- 1) une chanson d'un certain type, un chantonnement, qui se distingue du chant par sa facilité répétitive, pour soi-même, mais dans tous les cas, donc, une activité symbolique qui met en œuvre du mouvement et du signe (chantonner).
- 2) une tendance certaine à la stéréotypie et laisse apercevoir que la ritournelle oblige à penser ce qui arrive avec la gestion des signes, lorsqu'on en fait un certain usage, rituel, facile, répétitif. En littérature, Ritournelle de la faim est un roman d'inspiration autobiographique écrit par Jean-Marie Gustave Le Clézio et édité par Gallimard en octobre 2008.